# Meti Aut (Stadtteil)
Meti Aut (Metiaut) ist ein Stadtteil der osttimoresischen Landeshauptstadt Dili. Sie liegt im Osten der Stadt, an der Bucht von Dili, im Suco Meti Aut (Verwaltungsamt Cristo Rei, Gemeinde Dili).
„Metiaut“ bedeutet auf Mambai „Korallenriff“.

## Lage und Einrichtungen
Der Stadtteil Met Aut entspricht der Aldeia 17 de Abril. 2015 hatte die Aldeia 1066 Einwohner.
Östlich liegt der Stadtteil Bekaril, westlich die zum Suco Bidau Santana gehörende Stadtteile Mota Claran und Santana. An der Küste entlang führt die Avenida de Sant' Ana.
Im Stadtteil Met Aut befindet sich der Sitz des Sucos Meti Aut, die Grundschule Ensino Basico 12 Metiaut und die Gruta Nossa Senhora dos Milagres, eine Mariengrotte. Friedensnobelpreisträger José Ramos-Horta hat in Meti Aut sein Wohnsitz. Hier wurde er beim Attentat vom 11. Februar 2008 schwer verletzt.